# ونسوكت (رود آيلاند)
ونسوكت (بالإنجليزية: Woonsocket, Rhode Island)‏ هي مدينة تقع في الولايات المتحدة في مقاطعة بروفيدانس. يقدر عدد سكانها بـ 41,186 نسمة ومساحتها 20.62 كم2 وترتفع عن سطح البحر 56 متر.

## التركيبة السكانية
حدّد مكتب تعداد الولايات المتحدة بيانات التركيبة السكانية لونسوكت في تعداد الولايات المتحدة. في ما يلي، التركيبة السكانية حسب تعدادي 2000 و2010.

### تعداد عام 2000
بلغ عدد سكان ونسوكت 43,224 نسمة بحسب تعداد عام 2000، وبلغ عدد الأسر 17,750 أسرة وعدد العائلات 10,768 عائلة مقيمة في المدينة. في حين سجلت الكثافة السكانية 2,102.3 نسمة لكل كيلومتر مربع (5,444.9/ميل2). وبلغ عدد الوحدات السكنية 18,757 وحدة بمتوسط كثافة قدره 912.3 لكل كيلومتر مربع (2,362.8/ميل2).
وتوزع التركيب العرقي للمدينة بنسبة 83.14% من البيض و4.44% من الأمريكيين الأفارقة و0.32% من الأمريكيين الأصليين و4.06% من الأمريكيين ذوي الأصول الآسيوية و0.03% من سكان جزر المحيط الهادئ و4.86% من الأعراق الأخرى و3.14% من عرقين مختلطين أو أكثر و9.32% من الهسبانيون أو اللاتينيون من أي عرق.
بلغ عدد الأسر 17,750 أسرة كانت نسبة 33.4% منها لديها أطفال تحت سن الثامنة عشر تعيش معهم، وبلغت نسبة الأزواج القاطنين مع بعضهم البعض 39.4% من أصل المجموع الكلي للأسر، ونسبة 16.2% من الأسر كان لديها معيلات من الإناث دون وجود شريك، بينما كانت نسبة 5% من الأسر لديها معيلون من الذكور دون وجود شريكة وكانت نسبة 39.3% من غير العائلات. تألفت نسبة 32.7% من أصل جميع الأسر من عدة أفراد يعيشون في نفس المنزل ونسبة 12.5% كانت تتألف من شخص يعيش بمفرده يبلغ من العمر 65 عاماً أو أكثر. وبلغ متوسط حجم الأسرة المعيشية 2.37، أما متوسط حجم العائلات فبلغ 3.02.
بلغ العمر الوسطي للسكان 34.8 عاماً. وكانت نسبة 25.6% من القاطنين تحت سن الثامنة عشر، وكانت نسبة 9.2% بين الثامنة عشر والرابعة والعشرين عاماً، ونسبة 29.8% كانت واقعةً في الفئة العمرية ما بين الخامسة والعشرين والرابعة والأربعين عاماً، ونسبة 19.4% كانت ما بين الخامسة والأربعين والرابعة والستين، ونسبة 13.4% كانت ضمن فئة الخامسة والستين عاماً فما فوق. يوجد لكل 100 أنثى 92.6 ذكر، ويوجد لكل 100 أنثى في الثامنة عشر من عمرها فما فوق 88.5 ذكر.
بلغ متوسط دخل الأسرة في المدينة 30,819 دولارًا، أما متوسط دخل العائلة فبلغ 38,353 دولارًا. وكان متوسط دخل الذكور 31,465 دولارًا مقابل 24,638 دولارًا للإناث. وسجل دخل الفرد الخاص بالمدينة 16,223 دولارًا. وكانت نسبة 16.7% من العائلات ونسبة 19.4% من السكان تحت خط الفقر، وكان من هؤلاء نسبة 31.8% تحت سن الثامنة عشر ونسبة 14.7% في الخامسة والستين من العمر وما فوق.

### تعداد عام 2010
بلغ عدد سكان ونسوكت 41,186 نسمة بحسب تعداد عام 2010، وبلغ عدد الأسر 17,062 أسرة وعدد العائلات 10,008 عائلة مقيمة في المدينة. في حين سجلت الكثافة السكانية 2,003.2 نسمة لكل كيلومتر مربع (5,188.3/ميل2). وبلغ عدد الوحدات السكنية 19,214 وحدة بمتوسط كثافة قدره 934.5 لكل كيلومتر مربع (2,420.3/ميل2).
وتوزع التركيب العرقي للمدينة بنسبة 77.72% من البيض و6.36% من الأمريكيين الأفارقة و0.45% من الأمريكيين الأصليين و5.44% من الأمريكيين ذوي الأصول الآسيوية و0.04% من سكان جزر المحيط الهادئ و5.66% من الأعراق الأخرى و4.32% من عرقين مختلطين أو أكثر و14.19% من الهسبانيون أو اللاتينيون من أي عرق.
بلغ عدد الأسر 17,062 أسرة كانت نسبة 31% منها لديها أطفال تحت سن الثامنة عشر تعيش معهم، وبلغت نسبة الأزواج القاطنين مع بعضهم البعض 35% من أصل المجموع الكلي للأسر، ونسبة 17.8% من الأسر كان لديها معيلات من الإناث دون وجود شريك، بينما كانت نسبة 5.9% من الأسر لديها معيلون من الذكور دون وجود شريكة وكانت نسبة 41.3% من غير العائلات. تألفت نسبة 33.4% من أصل جميع الأسر من عدة أفراد يعيشون في نفس المنزل ونسبة 11% كانت تتألف من شخص يعيش بمفرده يبلغ من العمر 65 عاماً أو أكثر. وبلغ متوسط حجم الأسرة المعيشية 2.37، أما متوسط حجم العائلات فبلغ 3.02.
بلغ العمر الوسطي للسكان 36.8 عاماً. وكانت نسبة 24% من القاطنين تحت سن الثامنة عشر، وكانت نسبة 9.3% بين الثامنة عشر والرابعة والعشرين عاماً، ونسبة 27.6% كانت واقعةً في الفئة العمرية ما بين الخامسة والعشرين والرابعة والأربعين عاماً، ونسبة 25.8% كانت ما بين الخامسة والأربعين والرابعة والستين، ونسبة 13.2% كانت ضمن فئة الخامسة والستين عاماً فما فوق. وتوزع التركيب الجنسي للسكان بنسبة 48.4% ذكور و51.6% إناث.

## المناخ
يظهر الجدول التالي التغييرات المناخية على مدار السنة لونسوكت:
| البيانات المناخية لـونسوكت        | البيانات المناخية لـونسوكت | البيانات المناخية لـونسوكت | البيانات المناخية لـونسوكت | البيانات المناخية لـونسوكت | البيانات المناخية لـونسوكت | البيانات المناخية لـونسوكت | البيانات المناخية لـونسوكت | البيانات المناخية لـونسوكت | البيانات المناخية لـونسوكت | البيانات المناخية لـونسوكت | البيانات المناخية لـونسوكت | البيانات المناخية لـونسوكت | البيانات المناخية لـونسوكت |
| الشهر                             | يناير                      | فبراير                     | مارس                       | أبريل                      | مايو                       | يونيو                      | يوليو                      | أغسطس                      | سبتمبر                     | أكتوبر                     | نوفمبر                     | ديسمبر                     | المعدل السنوي              |
| --------------------------------- | -------------------------- | -------------------------- | -------------------------- | -------------------------- | -------------------------- | -------------------------- | -------------------------- | -------------------------- | -------------------------- | -------------------------- | -------------------------- | -------------------------- | -------------------------- |
| الدرجة القصوى °ف (°م)             | 68 (20)                    | 70 (21)                    | 87 (31)                    | 94 (34)                    | 97 (36)                    | 102 (39)                   | 102 (39)                   | 104 (40)                   | 96 (36)                    | 90 (32)                    | 82 (28)                    | 76 (24)                    | 104 (40)                   |
| متوسط درجة الحرارة الكبرى °ف (°م) | 37 (3)                     | 40 (4)                     | 49 (9)                     | 59 (15)                    | 70 (21)                    | 79 (26)                    | 84 (29)                    | 82 (28)                    | 75 (24)                    | 64 (18)                    | 53 (12)                    | 42 (6)                     | 61 (16)                    |
| متوسط درجة الحرارة الصغرى °ف (°م) | 13 (−11)                   | 16 (−9)                    | 25 (−4)                    | 35 (2)                     | 45 (7)                     | 55 (13)                    | 60 (16)                    | 59 (15)                    | 49 (9)                     | 37 (3)                     | 30 (−1)                    | 20 (−7)                    | 37 (3)                     |
| أدنى درجة حرارة °ف (°م)           | −25 (−32)                  | −20 (−29)                  | −13 (−25)                  | 11 (−12)                   | 25 (−4)                    | 31 (−1)                    | 38 (3)                     | 30 (−1)                    | 23 (−5)                    | 15 (−9)                    | −2 (−19)                   | −16 (−27)                  | −25 (−32)                  |
| الهطول إنش (مم)                   | 4.52 (115)                 | 3.40 (86)                  | 4.11 (104)                 | 4.22 (107)                 | 3.59 (91)                  | 3.83 (97)                  | 3.65 (93)                  | 4.20 (107)                 | 4.12 (105)                 | 4.26 (108)                 | 4.60 (117)                 | 4.05 (103)                 | 48.55 (1٬233)              |
| متوسط تساقط الثلوج إنش (سم)       | 11.3 (29)                  | 12.5 (32)                  | 7.4 (19)                   | 1.5 (3.8)                  | 0.2 (0.51)                 | 0 (0)                      | 0 (0)                      | 0 (0)                      | 0 (0)                      | 0 (0)                      | 1.7 (4.3)                  | 8.2 (21)                   | 42.8 (109.61)              |
| المصدر #1:                        |                            |                            |                            |                            |                            |                            |                            |                            |                            |                            |                            |                            |                            |
| المصدر #2:                        |                            |                            |                            |                            |                            |                            |                            |                            |                            |                            |                            |                            |                            |

## معرض صور

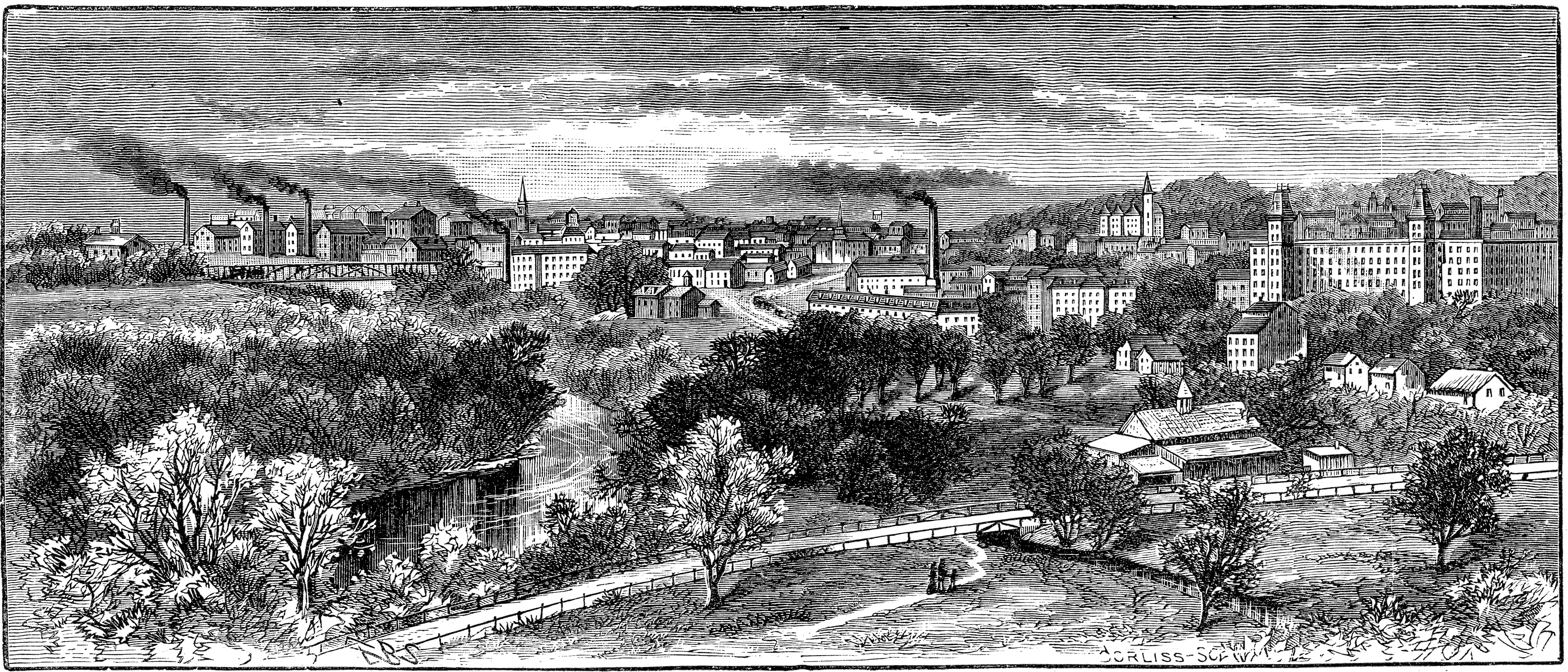
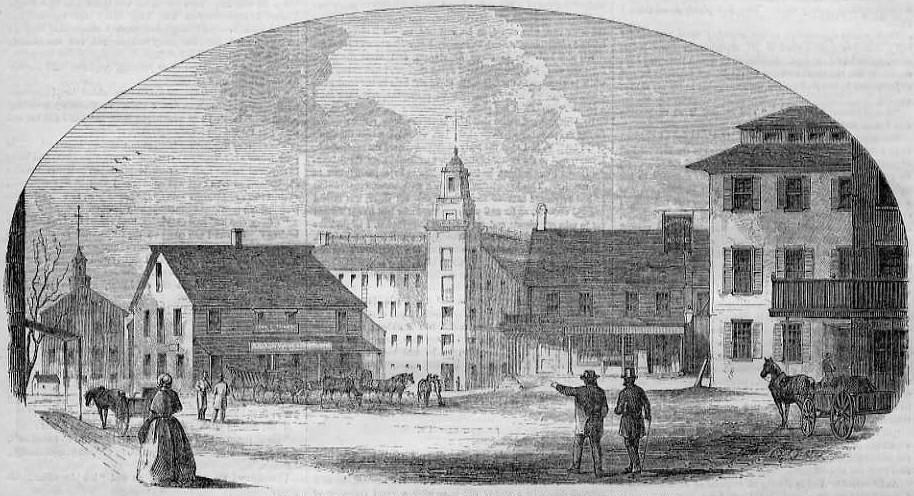
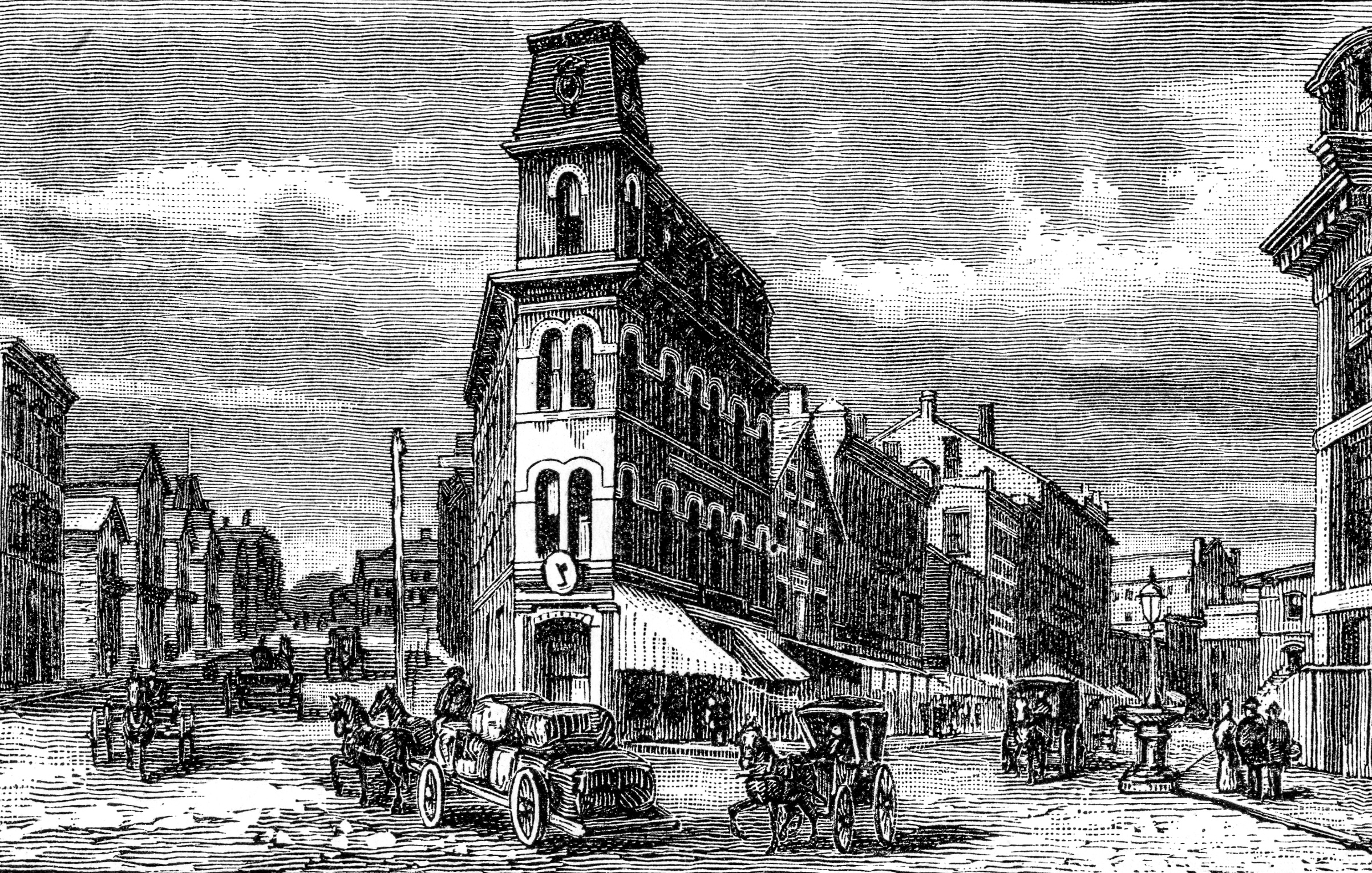

## أعلام
- دينيسي دوهامل
- كريستوفر روبنسون
- رالف كاربنتر
- إدي دولينج
- أمبروز كينيدي
- نورمان إبرام
- ويلارد كينت
- مايك باين